# Marquesado de Santa Cruz
Cronológicamente el primer marquesado de Santa Cruz, asociado muy tempranamente al Viso del Marqués y al señorío de Valdepeñas, fue un título nobiliario español concedido por el rey Felipe II el 11 de octubre de 1569 al gran marino Álvaro de Bazán y Guzmán y luego acrecentado con la grandeza de España de segunda clase en 22 de enero de 1584. Granadino de nacimiento y de origen navarro, Álvaro de Bazán participó en la batalla de Lepanto, compró al rey el señorío sobre la villa de Valdepeñas y edificó el palacio de los marqueses de Santa Cruz en el Viso del Marqués, Ciudad Real.

## Denominación
Debe su nombre a la localidad manchega de Santa Cruz de Mudela.

## Marqueses de Santa Cruz
|                        | Titular                                          | Periodo                |
| Creación por Felipe II | Creación por Felipe II                           | Creación por Felipe II |
| ---------------------- | ------------------------------------------------ | ---------------------- |
| I                      | Álvaro de Bazán y Guzmán                         | 1569-1588              |
| II                     | Álvaro de Bazán y Benavides                      | 1588-1644              |
| III                    | Álvaro de Bazán y Manrique de Lara               | 1644-1660              |
| IV                     | María Eugenia de Bazán y Manrique de Lara        | 1660-1677              |
| V                      | Francisco Diego de Bazán y Benavides             | 1667-1680              |
| VI                     | José Bernardino de Bazán y Benavides             | 1680-1693              |
| VII                    | Álvaro Antonio de Bazán y Pimentel               | 1693-1737              |
| VIII                   | Pedro Artal de Silva-Meneses y Bazán             | 1737-1744              |
| IX                     | José Joaquín de Silva-Bazán y Sarmiento          | 1744-1802              |
| X                      | José Gabriel de Silva-Bazán y Waldstein          | 1802 -1839             |
| XI                     | Francisco de Borja de Silva-Bazán y Téllez-Girón | 1839-1889              |
| XII                    | Álvaro de Silva-Bazán y Fernández de Córdoba     | 1890-1894              |
| XIII                   | Mariano de Silva-Bazán y Carvajal-Vargas         | 1895-1940              |
| XIV                    | Casilda de Silva y Fernández de Henestrosa       | 1956-2008              |
| XV                     | Álvaro Fernández-Villaverde y Silva              | 2009-actual titular    |

## Historia de los marqueses de Santa Cruz

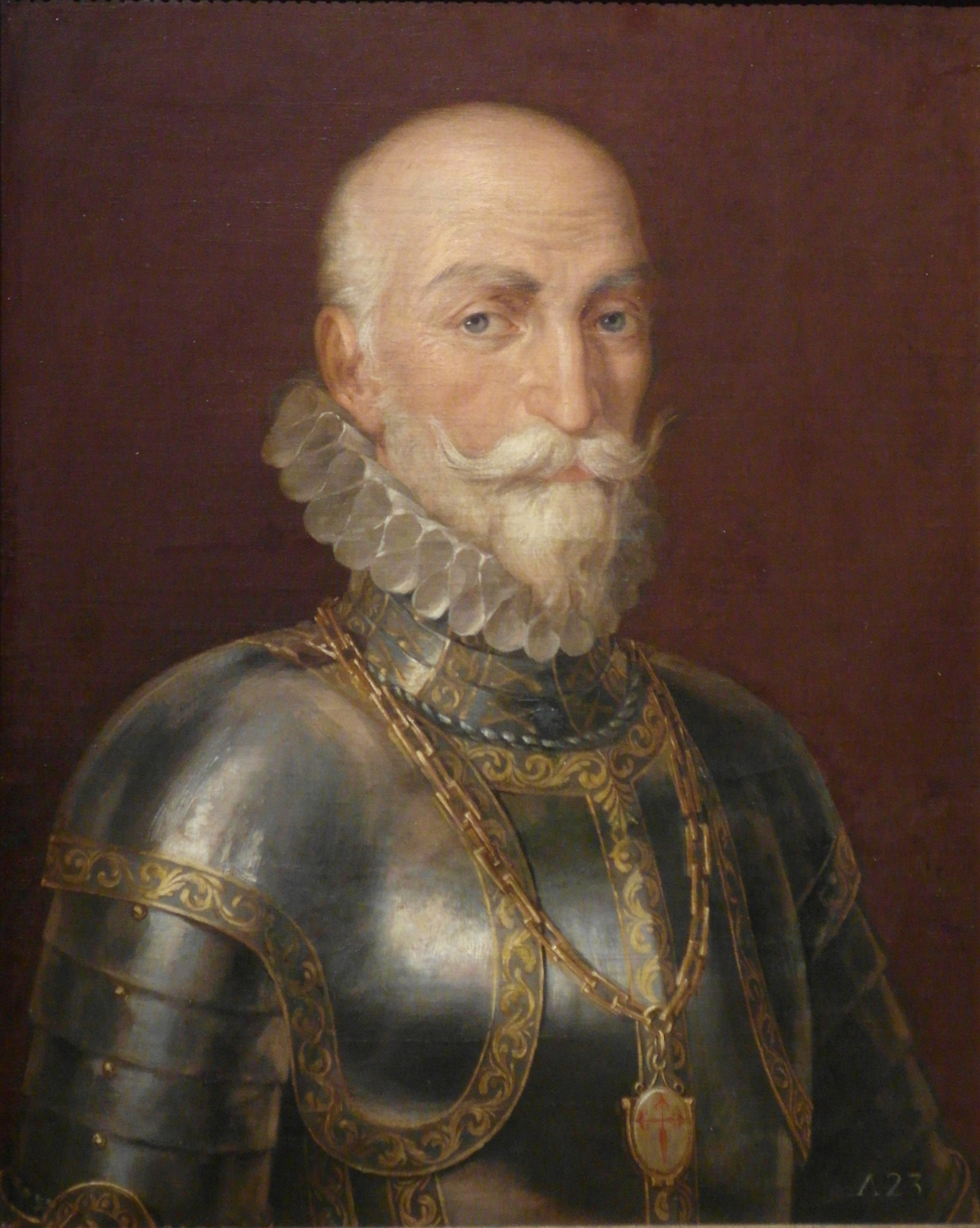
Álvaro de Bazán y Guzmán, I marqués de Santa Cruz

- Álvaro de Bazán y Guzmán (Granada, 12 de diciembre de 1526-Lisboa, 9 de febrero de 1588),[2] I marqués de Santa Cruz,[3]  capitán general de las Galeras de España, comendador mayor de la Orden de Santiago y capitán general del Mar Océano.[3]

Casó, en primeras nupcias en 1550, con Juana de Zúñiga y Avellaneda y en segundas nupcias, en 1567 con María Manuel de Benavides y de la Cueva. Sucedió su hijo del segundo matrimonio:

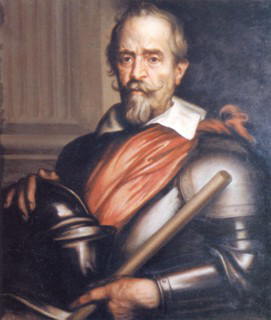
Álvaro de Bazán y Benavides, II marqués de Santa Cruz

- Álvaro de Bazán y Benavides (Nápoles, 12 de septiembre de 1571-Palacio Real de Madrid, 17 de agosto de 1646),[5] II marqués de Santa Cruz,[4] gobernador de Milán, maestre de campo en Flandes, capitán general de galeras de Nápoles, Portugal y España, mayordomo mayor de la reina, y consejero  de Estado.[4]

Casó, el 12 de marzo de 1595, con Guiomar Manrique de Lara,  hija de Bernardino Manrique de Lara, hijo de los II duques de Nájera, y Ana de Castro. Sucedió su hijo:
- Álvaro de Bazán y Manrique de Lara (m. Palermo, 23 de junio de 1657), III marqués de Santa Cruz, grande de España[4] I marqués del Viso,[7][2] señor de Valdepeñas, caballero de la Orden de Santiago, gentilhombre de cámara del rey, teniente general de la mar[2] y virrey de Sicilia.[5]

Contrajo matrimonio, el 22 de octubre de 1627, con María Francisca Doria del Carreto, hija de Carlo Doria del Carreto (c. 1575-1650), I marqués y I duque de Tursi, grande de España, patricio genovés y napolitano, caballero de la Orden de Alcántara, y de su esposa, Placidia Spínola, II marquesa de Calice y Veppo. Sucedió su hermana:
- María Eugenia de Bazán y Manrique de Lara (m. 11 de septiembre de 1677), IV marquesa de Santa Cruz[10] y IV marquesa del Viso, dama de la reina Isabel.[4]

Casó, el 13 de julio de 1620, con Jerónimo Pimentel, I marqués de Bayona. Sucedió su nieto:

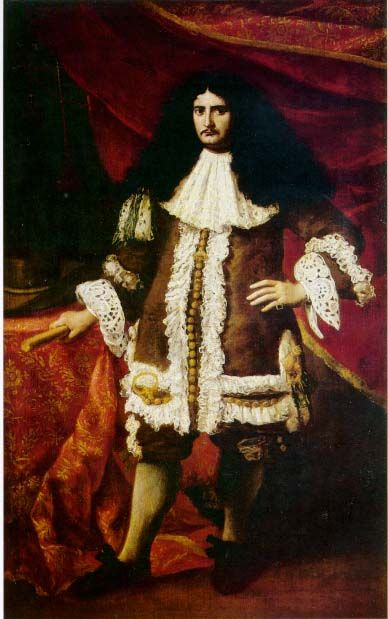
Francisco Diego de Bazán y Benavides, V marqués de Santa Cruz, por Juan Carreño de Miranda

- Francisco Diego de Bazán y Benavides (m. 1680), V marqués de Santa Cruz,[4] VI marqués del Viso, III marqués de Bayona,[11] capitán general de las galeras de España y Nápoles y virrey de Sicilia.

Caso, en 1662, con Francisca de Velasco y Ayala,  hija de Bernardino Fernández de Velasco y López de Ayala, VII conde de Fuensalida y I conde de Colmenar de Oreja, y de su primera esposa, Isabel de Benavides y Carrillo de Toledo. Sucedió su hijo:
- José Bernardino de Bazán y Benavides (m. 27 de septiembre de 1693), VI marqués de Santa Cruz,[4] VII marqués del Viso, IV marqués de Bayona y caballero de la Orden de Santiago.[11]

Casó, el 16 de octubre de 1690, en Madrid, con María Manuela de Lancaster y Noronha. Sucedió su hermano:
- Álvaro de Bazán y Benavides (m. 24 de septiembre de 1737), VII marqués de Santa Cruz,[4] VIII marqués del Viso, V marqués de Bayona,[11] teniente general, mayordomo mayor de la reina, y caballero de la Orden del Toisón de Oro.[4]

Contrajo matrimonio, en 1 de abril de 1696 con María Manuela de Villela y Álava. Sucedió su sobrino, por renuncia-cesión de su madre María Manuela Alagón de Benavides (m. 1737), VI marquesa de Villasor y IV condesa de Monsanto (título de Cerdeña) —hija de Ana María Nicolasa Pimentel y Benavides de Bazán y de su primo y esposo, Artal de Alagón y Pimentel, V marqués de Villasor—, casada con José de Silva-Meneses y Sfondrato:
- Pedro Artal de Silva-Meneses y Bazán (m. 27 de septiembre de 1744), VIII marqués de Santa Cruz,[4] IX marqués del Viso, VI marqués de Bayona, VII marqués de Villasor, V conde de Monsanto y mayordomo del infante Felipe.[11]

Casó, el 23 de abril de 1729 con María Rosario Sarmiento de Sotomayor, IV marquesa de Arcicóllar y VII condesa de Pie de Concha. Sucedió su hijo:

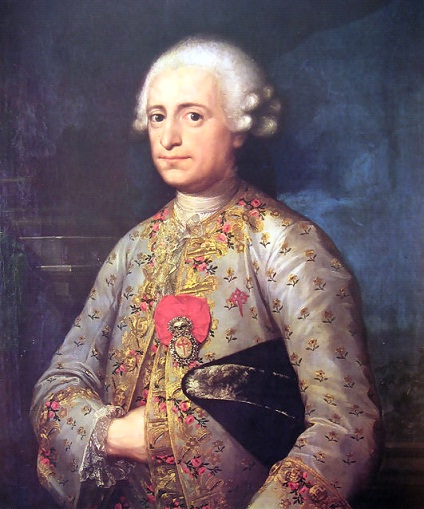
José Joaquín de Silva-Bazán, IX marqués de Santa Cruz

- José Joaquín de Silva-Bazán (m. 2 de febrero de 1802), IX marqués de Santa Cruz,[4] X marqués del Viso VII y último marqués de Bayona, VIII conde de Pie de Concha,[11] director de la Real Academia Española,  mayordomo mayor de los reyes Carlos III y Carlos IV.

Casó, en primeras nupcias el 2 de febrero de 1755, con María Soledad Fernández de la Cueva y Silva, VI marquesa de Cadreita y VIII condesa de la Torre. Contrajo un segundo matrimonio, el 16 de abril de 1781, con Mariana Waldstein. Su primogénito de su primer matrimonio heredó los títulos del marquesado del Viso y de Cadreita, mientras que el marquesado de Santa Cruz lo heredó José Gabriel, fruto de su segundo matrimonio.

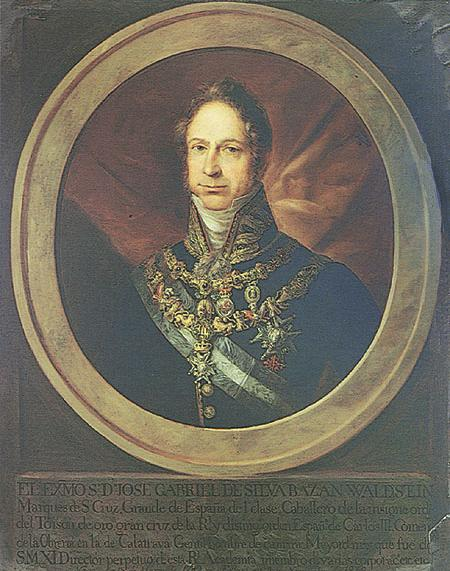
José Gabriel de Silva-Bazán y Waldstein, X marqués de Santa Cruz

- José Gabriel de Silva-Bazán y Waldstein (18 de marzo de 1782-7 de noviembre de 1839), X marqués de Santa Cruz,[4] XII marqués del Viso, VII marqués de Arcicóllar, IX conde de Pie de Concha,[15] mayordomo mayor y sumiller de corps del rey  Fernando VII.

Casó, el 11 de junio de 1801, con Joaquina Téllez-Girón y Pimentel, II condesa de Osilo y camarera mayor de palacio. Sucedió su hijo:
- Francisco de Borja de Silva-Bazán y Téllez-Girón (Madrid, 31 de octubre de 1815-Madrid, 28 de noviembre de 1889), XI marqués de Santa Cruz,[4] X marqués de Villasor y IX marqués de Bayona,[16] mayordomo mayor de la reina durante el reinado de  Alfonso XII, jefe superior de palacio de la reina María Cristina de Habsburgo-Lorena, senador, vicepresidente del senado y alcalde de Madrid.[4]

Contrajo matrimonio, el 13 de diciembre de 1835, con María de la Encarnación Fernández de Córdoba y Álvarez de las Asturias Bohorques, dama de Isabel II, María de las Mercedes y María Cristina, dama noble de María Luisa y camarera mayor de Palacio, hija de Joaquín Fernández de Córdoba y Pacheco, VI duque de Arión, IX marqués de Mancera, XII marqués de Povar, etc., y de su esposa, María de la Encarnación Francisca de Asís Álvarez de las Asturias Bohorques y Chacón. Sucedió su hijo:
- Álvaro de Silva-Bazán y Fernández de Córdoba (Madrid, 28 de mayo de 1839-Madrid, 10 de septiembre de 1894), XII marqués de Santa Cruz[4] y XIV marqués del Viso.

Casó el 19 de febrero de 1873 con María Luisa de Carvajal-Vargas y Dávalos, IV duquesa de San Carlos, III condesa de la Unión, VIII condesa de Castillejo y camarera mayor de palacio. Sucedió su hijo:
- Mariano de Silva-Bazán y Carvajal-Vargas (Madrid, 2 de abril de 1875-12 de septiembre de 1940), XIII marqués de Santa Cruz,[19] XV marqués del Viso, VIII marqués de Villasor,[20] senador y vicepresidente del Senado, diputado a cortes, caballero de la Orden de Santiago, maestrante de Valencia, gentilhombre grande de España con ejercicio y servidumbre del rey Alfonso XIII y gran Cruz de la Orden de Carlos III.[17]

Casó el 27 de noviembre de 1912 con Casilda Fernández de Henestrosa y Salabert, III duquesa de Santo Mauro. Sucedió su hija:
- Casilda de Silva y Fernández de Henestrosa (1914-2008), XIV marquesa de Santa Cruz,[10] V duquesa de San Carlos, IV duquesa de Santo Mauro, IX marquesa de Villasor, XVI marquesa del Viso, XI marquesa de Arcicóllar, II condesa de Carvajal, (rehabilitado en 1965), IX condesa de Estradas, XI condesa de Castillejo y III condesa de San Martín de Hoyos.[17]

Casó el 26 de diciembre de 1942, en la parroquia de San Marcos (Madrid), con José Fernández-Villaverde y Roca de Togores (Madrid, 2 de abril de 1902-Madrid, 15 de junio de 1988), IV marqués de Pozo Rubio, caballero y comendador mayor de la Orden de Calatrava, embajador de España, consejero permanente de Estado, etc. Le sucedió su hijo:
- Álvaro Fernández-Villaverde y Silva (n. Londres, 3 de noviembre de 1943), XV marqués de Santa Cruz,[10] V marqués de Pozo Rubio, VI duque de San Carlos, V duque de Santo Mauro, X marqués de Villasor, XVII marqués del Viso, XII conde de Castillejo y conde de Togores, caballero de la Orden de Santiago, maestrante de Sevilla, Cruz de caballero y comendador de la Orden de Isabel La Católica, licenciado en Derecho y diplomático, presidente de la Diputación y Consejo de la Grandeza de España y vocal del Patronato del Museo Naval.[22]

Casó en primeras nupcias el 5 de abril de 1968, en la catedral de Ciudad Rodrigo, con Estrella Bernaldo de Quirós y Tacón (n. 1944), hija de Luis Bernaldo de Quirós y Bustillo y su esposa Ana María Tacón y Rodríguez de Rivas, V duquesa de la Unión de Cuba. Casó en segundas nupcias el 27 de abril del 2002, en Valdepeñas (Ciudad Real), con Enriqueta Bosch y García Bravo (n. 1948).

## Árbol genealógico
| \| \| \| \| \| \| \| \| \| Álvaro de Bazán, I marqués de Santa Cruz (1526-1588) \| \| \| \| \| \| \| \| \| \| \| \| \| \| \| \| \| \| \| \| \| \| \| \| \| \| \| \| \| \| \| \| \| \| \| \| \| \| \| \| \| \| \| \| \| \| \| \| \| \| \| \| \| \| \| \| \| \| \| \| \| \| \| \| \| \| \| \| \| \| \| \| \| \| \| \| \| \| Álvaro de Bazán, II marqués de Santa Cruz (1571-1644) \| \| \| \| \| \| \| \| \| \| \| \| \| \| \| \| \| \| \| \| \| \| \| \| \| \| \| \| \| \| \| \| \| \| \| \| \| \| \| \| \| \| \| \| \| \| \| \| \| \| \| \| \| \| \| \| \| \| \| \| \| \| \| \| \| \| \| \| \| \| \| \| \| \| \| \| \| \| \| \| \| \| \| \| \| \| \| \| \| \| \| \| \| \| \| \| \| \| \| \| \| \| \| \| \| \| \| \| \| Álvaro de Bazán, III marqués de Santa Cruz († 1660) \| Álvaro de Bazán, III marqués de Santa Cruz († 1660) \| Álvaro de Bazán, III marqués de Santa Cruz († 1660) \| Álvaro de Bazán, III marqués de Santa Cruz († 1660) \| Álvaro de Bazán, III marqués de Santa Cruz († 1660) \| Álvaro de Bazán, III marqués de Santa Cruz († 1660) \| \| \| María Eugenia de Bazán, IV marquesa de Santa Cruz († 1677) \| María Eugenia de Bazán, IV marquesa de Santa Cruz († 1677) \| María Eugenia de Bazán, IV marquesa de Santa Cruz († 1677) \| María Eugenia de Bazán, IV marquesa de Santa Cruz († 1677) \| María Eugenia de Bazán, IV marquesa de Santa Cruz († 1677) \| María Eugenia de Bazán, IV marquesa de Santa Cruz († 1677) \| \| \| \| \| \| \| \| \| \| \| \| \| \| \| \| \| \| \| \| \| \| \| \| \| \| Álvaro de Bazán, III marqués de Santa Cruz († 1660) \| Álvaro de Bazán, III marqués de Santa Cruz († 1660) \| Álvaro de Bazán, III marqués de Santa Cruz († 1660) \| Álvaro de Bazán, III marqués de Santa Cruz († 1660) \| Álvaro de Bazán, III marqués de Santa Cruz († 1660) \| Álvaro de Bazán, III marqués de Santa Cruz († 1660) \| \| \| María Eugenia de Bazán, IV marquesa de Santa Cruz († 1677) \| María Eugenia de Bazán, IV marquesa de Santa Cruz († 1677) \| María Eugenia de Bazán, IV marquesa de Santa Cruz († 1677) \| María Eugenia de Bazán, IV marquesa de Santa Cruz († 1677) \| María Eugenia de Bazán, IV marquesa de Santa Cruz († 1677) \| María Eugenia de Bazán, IV marquesa de Santa Cruz († 1677) \| \| \| \| \| \| \| \| \| \| \| \| \| \| \| \| \| \| \| \| \| \| \| \| \| \| \| \| \| \| \| \| \| \| Mencía Pimentel, II marquesa de Bayona \| \| \| \| \| \| \| \| \| \| \| \| \| \| \| \| \| \| \| \| \| \| \| \| \| \| \| \| \| \| \| \| \| \| \| \| \| \| \| \| \| \| \| \| \| \| \| \| \| \| \| \| \| \| \| \| \| \| \| \| \| \| \| \| \| \| \| \| \| \| \| \| \| \| \| \| \| \| \| \| \| \| \| \| \| \| \| \| \| \| \| \| \| \| \| \| \| \| \| \| \| \| \| \| \| \| \| \| \| \| \| \| \| \| \| \| \| Francisco Diego de Bazán, V marqués de Santa Cruz († 1680) \| Francisco Diego de Bazán, V marqués de Santa Cruz († 1680) \| Francisco Diego de Bazán, V marqués de Santa Cruz († 1680) \| Francisco Diego de Bazán, V marqués de Santa Cruz († 1680) \| Francisco Diego de Bazán, V marqués de Santa Cruz († 1680) \| Francisco Diego de Bazán, V marqués de Santa Cruz († 1680) \| \| \| María Nicolasa de Bazán, marquesa de Villasor († 1681) \| María Nicolasa de Bazán, marquesa de Villasor († 1681) \| María Nicolasa de Bazán, marquesa de Villasor († 1681) \| María Nicolasa de Bazán, marquesa de Villasor († 1681) \| María Nicolasa de Bazán, marquesa de Villasor († 1681) \| María Nicolasa de Bazán, marquesa de Villasor († 1681) \| \| \| \| \| \| \| \| \| \| \| \| \| \| \| \| \| \| \| \| \| \| \| \| \| \| Francisco Diego de Bazán, V marqués de Santa Cruz († 1680) \| Francisco Diego de Bazán, V marqués de Santa Cruz († 1680) \| Francisco Diego de Bazán, V marqués de Santa Cruz († 1680) \| Francisco Diego de Bazán, V marqués de Santa Cruz († 1680) \| Francisco Diego de Bazán, V marqués de Santa Cruz († 1680) \| Francisco Diego de Bazán, V marqués de Santa Cruz († 1680) \| \| \| María Nicolasa de Bazán, marquesa de Villasor († 1681) \| María Nicolasa de Bazán, marquesa de Villasor († 1681) \| María Nicolasa de Bazán, marquesa de Villasor († 1681) \| María Nicolasa de Bazán, marquesa de Villasor († 1681) \| María Nicolasa de Bazán, marquesa de Villasor († 1681) \| María Nicolasa de Bazán, marquesa de Villasor († 1681) \| \| \| \| \| \| \| \| \| \| \| \| \| \| \| \| \| \| \| \| \| \| \| \| \| \| \| \| \| \| \| \| \| \| \| \| \| \| \| \| \| \| \| \| \| \| \| \| \| \| \| \| \| \| \| \| \| José Bernardino de Bazán, VI marqués de Santa Cruz († 1693) \| José Bernardino de Bazán, VI marqués de Santa Cruz († 1693) \| José Bernardino de Bazán, VI marqués de Santa Cruz († 1693) \| José Bernardino de Bazán, VI marqués de Santa Cruz († 1693) \| José Bernardino de Bazán, VI marqués de Santa Cruz († 1693) \| José Bernardino de Bazán, VI marqués de Santa Cruz († 1693) \| \| \| Álvaro de Bazán, VII marqués de Santa Cruz (1673-1737) \| Álvaro de Bazán, VII marqués de Santa Cruz (1673-1737) \| Álvaro de Bazán, VII marqués de Santa Cruz (1673-1737) \| Álvaro de Bazán, VII marqués de Santa Cruz (1673-1737) \| Álvaro de Bazán, VII marqués de Santa Cruz (1673-1737) \| Álvaro de Bazán, VII marqués de Santa Cruz (1673-1737) \| \| \| Manuela de Alagón, VI marquesa de Villasor (1680-1737) \| Manuela de Alagón, VI marquesa de Villasor (1680-1737) \| Manuela de Alagón, VI marquesa de Villasor (1680-1737) \| Manuela de Alagón, VI marquesa de Villasor (1680-1737) \| Manuela de Alagón, VI marquesa de Villasor (1680-1737) \| Manuela de Alagón, VI marquesa de Villasor (1680-1737) \| \| \| \| \| \| \| \| \| \| \| \| \| \| \| \| \| \| José Bernardino de Bazán, VI marqués de Santa Cruz († 1693) \| José Bernardino de Bazán, VI marqués de Santa Cruz († 1693) \| José Bernardino de Bazán, VI marqués de Santa Cruz († 1693) \| José Bernardino de Bazán, VI marqués de Santa Cruz († 1693) \| José Bernardino de Bazán, VI marqués de Santa Cruz († 1693) \| José Bernardino de Bazán, VI marqués de Santa Cruz († 1693) \| \| \| Álvaro de Bazán, VII marqués de Santa Cruz (1673-1737) \| Álvaro de Bazán, VII marqués de Santa Cruz (1673-1737) \| Álvaro de Bazán, VII marqués de Santa Cruz (1673-1737) \| Álvaro de Bazán, VII marqués de Santa Cruz (1673-1737) \| Álvaro de Bazán, VII marqués de Santa Cruz (1673-1737) \| Álvaro de Bazán, VII marqués de Santa Cruz (1673-1737) \| \| \| Manuela de Alagón, VI marquesa de Villasor (1680-1737) \| Manuela de Alagón, VI marquesa de Villasor (1680-1737) \| Manuela de Alagón, VI marquesa de Villasor (1680-1737) \| Manuela de Alagón, VI marquesa de Villasor (1680-1737) \| Manuela de Alagón, VI marquesa de Villasor (1680-1737) \| Manuela de Alagón, VI marquesa de Villasor (1680-1737) \| \| \| \| \| \| \| \| \| \| \| \| \| \| \| \| \| \| \| \| \| \| \| \| \| \| \| \| \| \| \| \| \| \| Pedro de Silva, VIII marqués de Santa Cruz (1703-1744) \| \| \| \| \| \| \| \| \| \| \| \| \| \| \| \| \| \| \| \| \| \| \| \| \| \| \| \| \| \| \| \| \| \| \| \| \| \| \| \| \| \| \| \| \| \| \| \| \| \| \| \| \| \| \| \| \| \| \| \| \| \| \| \| \| \| \| \| \| \| \| \| \| \| \| \| \| \| José Joaquín de Silva, IX marqués de Santa Cruz (1734-1802) \| \| \| \| \| \| \| \| \| \| \| \| \| \| \| \| \| \| \| \| \| \| \| \| \| \| \| \| \| \| \| \| \| \| \| \| \| \| \| \| \| \| \| \| \| \| \| \| \| \| \| \| \| \| \| \| \| \| \| \| \| \| \| \| \| \| \| \| \| \| \| \| \| \| \| \| \| \| José Gabriel de Silva, X marqués de Santa Cruz (1782-1839) \| \| \| \| \| \| \| \| \| \| \| \| \| \| \| \| \| \| \| \| \| \| \| \| \| \| \| \| \| \| \| \| \| \| \| \| \| \| \| \| \| \| \| \| \| \| \| \| \| \| \| \| \| \| \| \| \| \| \| \| \| \| \| \| \| \| \| \| \| \| \| \| \| \| \| \| \| \| Francisco de Borja de Silva, XI marqués de Santa Cruz (1815-1889) \| \| \| \| \| \| \| \| \| \| \| \| \| \| \| \| \| \| \| \| \| \| \| \| \| \| \| \| \| \| \| \| \| \| \| \| \| \| \| \| \| \| \| \| \| \| \| \| \| \| \| \| \| \| \| \| \| \| \| \| \| \| \| \| \| \| \| \| \| \| \| \| \| \| \| \| \| \| Álvaro de Silva, XII marqués de Santa Cruz (1839-1894) \| \| \| \| \| \| \| \| \| \| \| \| \| \| \| \| \| \| \| \| \| \| \| \| \| \| \| \| \| \| \| \| \| \| \| \| \| \| \| \| \| \| \| \| \| \| \| \| \| \| \| \| \| \| \| \| \| \| \| \| \| \| \| \| \| \| \| \| \| \| \| \| \| \| \| \| \| \| Mariano de Silva, XIII marqués de Santa Cruz (1875-1940) \| \| \| \| \| \| \| \| \| \| \| \| \| \| \| \| \| \| \| \| \| \| \| \| \| \| \| \| \| \| \| \| \| \| \| \| \| \| \| \| \| \| \| \| \| \| \| \| \| \| \| \| \| \| \| \| \| \| \| \| \| \| \| \| \| \| \| \| \| \| \| \| \| \| \| \| \| \| Casilda de Silva, XIV marquesa de Santa Cruz (1914-2008) \| \| \| \| \| \| \| \| \| \| \| \| \| \| \| \| \| \| \| \| \| \| \| \| \| \| \| \| \| \| \| \| \| \| \| \| \| \| \| \| \| \| \| \| \| \| \| \| \| \| \| \| \| \| \| \| \| \| \| \| \| \| \| \| \| \| \| \| \| \| \| \| \| \| \| \| \| \| Álvaro Fernández-Villaverde, XV marqués de Santa Cruz (n. 1943) \| \| \| \| \| \| \| \| \| \| \| \| \| \| \| \| \| \| \| \| \| \| \| \| \| \| \| \| \| \| \| \| \| \| \| \| \| \| \| \| \| \| \| \| \| \| \| \| \| \| \| \| \| \| \| \| \| \| \| \| \| \| \| \| \| \| \| \| \| \| \| \| \| \| \| \| \| \| Álvaro Fernández-Villaverde y Bernaldo de Quirós (n. 1982) \| \| \| \| \| \| \| \| \| \| \| \| \| \| \| \| \| \| \| \| \| \| |                                                             |                                                             |                                                             |                                                             |                                                             |  |  |                                                            |                                                            |                                                            |                                                            |                                                            |                                                            |  |  |                                                                   |                                                        |                                                        |                                                        |                                                        |                                                        |  |  |  |  |  |  |  |  |  |  |  |  |  |  |  |  |
| |                                                             |                                                             |                                                             |                                                             |                                                             |  |  | Álvaro de Bazán, I marqués de Santa Cruz (1526-1588)       |                                                            |                                                            |                                                            |                                                            |                                                            |  |  |                                                                   |                                                        |                                                        |                                                        |                                                        |                                                        |  |  |  |  |  |  |  |  |  |  |  |  |  |  |  |  |
| |                                                             |                                                             |                                                             |                                                             |                                                             |  |  |                                                            |                                                            |                                                            |                                                            |                                                            |                                                            |  |  |                                                                   |                                                        |                                                        |                                                        |                                                        |                                                        |  |  |  |  |  |  |  |  |  |  |  |  |  |  |  |  |
| |                                                             |                                                             |                                                             |                                                             |                                                             |  |  | Álvaro de Bazán, II marqués de Santa Cruz (1571-1644)      |                                                            |                                                            |                                                            |                                                            |                                                            |  |  |                                                                   |                                                        |                                                        |                                                        |                                                        |                                                        |  |  |  |  |  |  |  |  |  |  |  |  |  |  |  |  |
| |                                                             |                                                             |                                                             |                                                             |                                                             |  |  |                                                            |                                                            |                                                            |                                                            |                                                            |                                                            |  |  |                                                                   |                                                        |                                                        |                                                        |                                                        |                                                        |  |  |  |  |  |  |  |  |  |  |  |  |  |  |  |  |
| |                                                             |                                                             |                                                             |                                                             |                                                             |  |  |                                                            |                                                            |                                                            |                                                            |                                                            |                                                            |  |  |                                                                   |                                                        |                                                        |                                                        |                                                        |                                                        |  |  |  |  |  |  |  |  |  |  |  |  |  |  |  |  |
| Álvaro de Bazán, III marqués de Santa Cruz († 1660) | Álvaro de Bazán, III marqués de Santa Cruz († 1660)         | Álvaro de Bazán, III marqués de Santa Cruz († 1660)         | Álvaro de Bazán, III marqués de Santa Cruz († 1660)         | Álvaro de Bazán, III marqués de Santa Cruz († 1660)         | Álvaro de Bazán, III marqués de Santa Cruz († 1660)         |  |  | María Eugenia de Bazán, IV marquesa de Santa Cruz († 1677) | María Eugenia de Bazán, IV marquesa de Santa Cruz († 1677) | María Eugenia de Bazán, IV marquesa de Santa Cruz († 1677) | María Eugenia de Bazán, IV marquesa de Santa Cruz († 1677) | María Eugenia de Bazán, IV marquesa de Santa Cruz († 1677) | María Eugenia de Bazán, IV marquesa de Santa Cruz († 1677) |  |  |                                                                   |                                                        |                                                        |                                                        |                                                        |                                                        |  |  |  |  |  |  |  |  |  |  |  |  |  |  |  |  |
| Álvaro de Bazán, III marqués de Santa Cruz († 1660) | Álvaro de Bazán, III marqués de Santa Cruz († 1660)         | Álvaro de Bazán, III marqués de Santa Cruz († 1660)         | Álvaro de Bazán, III marqués de Santa Cruz († 1660)         | Álvaro de Bazán, III marqués de Santa Cruz († 1660)         | Álvaro de Bazán, III marqués de Santa Cruz († 1660)         |  |  | María Eugenia de Bazán, IV marquesa de Santa Cruz († 1677) | María Eugenia de Bazán, IV marquesa de Santa Cruz († 1677) | María Eugenia de Bazán, IV marquesa de Santa Cruz († 1677) | María Eugenia de Bazán, IV marquesa de Santa Cruz († 1677) | María Eugenia de Bazán, IV marquesa de Santa Cruz († 1677) | María Eugenia de Bazán, IV marquesa de Santa Cruz († 1677) |  |  |                                                                   |                                                        |                                                        |                                                        |                                                        |                                                        |  |  |  |  |  |  |  |  |  |  |  |  |  |  |  |  |
| |                                                             |                                                             |                                                             |                                                             |                                                             |  |  | Mencía Pimentel, II marquesa de Bayona                     |                                                            |                                                            |                                                            |                                                            |                                                            |  |  |                                                                   |                                                        |                                                        |                                                        |                                                        |                                                        |  |  |  |  |  |  |  |  |  |  |  |  |  |  |  |  |
| |                                                             |                                                             |                                                             |                                                             |                                                             |  |  |                                                            |                                                            |                                                            |                                                            |                                                            |                                                            |  |  |                                                                   |                                                        |                                                        |                                                        |                                                        |                                                        |  |  |  |  |  |  |  |  |  |  |  |  |  |  |  |  |
| |                                                             |                                                             |                                                             |                                                             |                                                             |  |  |                                                            |                                                            |                                                            |                                                            |                                                            |                                                            |  |  |                                                                   |                                                        |                                                        |                                                        |                                                        |                                                        |  |  |  |  |  |  |  |  |  |  |  |  |  |  |  |  |
| |                                                             |                                                             |                                                             |                                                             |                                                             |  |  | Francisco Diego de Bazán, V marqués de Santa Cruz († 1680) | Francisco Diego de Bazán, V marqués de Santa Cruz († 1680) | Francisco Diego de Bazán, V marqués de Santa Cruz († 1680) | Francisco Diego de Bazán, V marqués de Santa Cruz († 1680) | Francisco Diego de Bazán, V marqués de Santa Cruz († 1680) | Francisco Diego de Bazán, V marqués de Santa Cruz († 1680) |  |  | María Nicolasa de Bazán, marquesa de Villasor († 1681)            | María Nicolasa de Bazán, marquesa de Villasor († 1681) | María Nicolasa de Bazán, marquesa de Villasor († 1681) | María Nicolasa de Bazán, marquesa de Villasor († 1681) | María Nicolasa de Bazán, marquesa de Villasor († 1681) | María Nicolasa de Bazán, marquesa de Villasor († 1681) |  |  |  |  |  |  |  |  |  |  |  |  |  |  |  |  |
| |                                                             |                                                             |                                                             |                                                             |                                                             |  |  | Francisco Diego de Bazán, V marqués de Santa Cruz († 1680) | Francisco Diego de Bazán, V marqués de Santa Cruz († 1680) | Francisco Diego de Bazán, V marqués de Santa Cruz († 1680) | Francisco Diego de Bazán, V marqués de Santa Cruz († 1680) | Francisco Diego de Bazán, V marqués de Santa Cruz († 1680) | Francisco Diego de Bazán, V marqués de Santa Cruz († 1680) |  |  | María Nicolasa de Bazán, marquesa de Villasor († 1681)            | María Nicolasa de Bazán, marquesa de Villasor († 1681) | María Nicolasa de Bazán, marquesa de Villasor († 1681) | María Nicolasa de Bazán, marquesa de Villasor († 1681) | María Nicolasa de Bazán, marquesa de Villasor († 1681) | María Nicolasa de Bazán, marquesa de Villasor († 1681) |  |  |  |  |  |  |  |  |  |  |  |  |  |  |  |  |
| |                                                             |                                                             |                                                             |                                                             |                                                             |  |  |                                                            |                                                            |                                                            |                                                            |                                                            |                                                            |  |  |                                                                   |                                                        |                                                        |                                                        |                                                        |                                                        |  |  |  |  |  |  |  |  |  |  |  |  |  |  |  |  |
| José Bernardino de Bazán, VI marqués de Santa Cruz († 1693) | José Bernardino de Bazán, VI marqués de Santa Cruz († 1693) | José Bernardino de Bazán, VI marqués de Santa Cruz († 1693) | José Bernardino de Bazán, VI marqués de Santa Cruz († 1693) | José Bernardino de Bazán, VI marqués de Santa Cruz († 1693) | José Bernardino de Bazán, VI marqués de Santa Cruz († 1693) |  |  | Álvaro de Bazán, VII marqués de Santa Cruz (1673-1737)     | Álvaro de Bazán, VII marqués de Santa Cruz (1673-1737)     | Álvaro de Bazán, VII marqués de Santa Cruz (1673-1737)     | Álvaro de Bazán, VII marqués de Santa Cruz (1673-1737)     | Álvaro de Bazán, VII marqués de Santa Cruz (1673-1737)     | Álvaro de Bazán, VII marqués de Santa Cruz (1673-1737)     |  |  | Manuela de Alagón, VI marquesa de Villasor (1680-1737)            | Manuela de Alagón, VI marquesa de Villasor (1680-1737) | Manuela de Alagón, VI marquesa de Villasor (1680-1737) | Manuela de Alagón, VI marquesa de Villasor (1680-1737) | Manuela de Alagón, VI marquesa de Villasor (1680-1737) | Manuela de Alagón, VI marquesa de Villasor (1680-1737) |  |  |  |  |  |  |  |  |  |  |  |  |  |  |  |  |
| José Bernardino de Bazán, VI marqués de Santa Cruz († 1693) | José Bernardino de Bazán, VI marqués de Santa Cruz († 1693) | José Bernardino de Bazán, VI marqués de Santa Cruz († 1693) | José Bernardino de Bazán, VI marqués de Santa Cruz († 1693) | José Bernardino de Bazán, VI marqués de Santa Cruz († 1693) | José Bernardino de Bazán, VI marqués de Santa Cruz († 1693) |  |  | Álvaro de Bazán, VII marqués de Santa Cruz (1673-1737)     | Álvaro de Bazán, VII marqués de Santa Cruz (1673-1737)     | Álvaro de Bazán, VII marqués de Santa Cruz (1673-1737)     | Álvaro de Bazán, VII marqués de Santa Cruz (1673-1737)     | Álvaro de Bazán, VII marqués de Santa Cruz (1673-1737)     | Álvaro de Bazán, VII marqués de Santa Cruz (1673-1737)     |  |  | Manuela de Alagón, VI marquesa de Villasor (1680-1737)            | Manuela de Alagón, VI marquesa de Villasor (1680-1737) | Manuela de Alagón, VI marquesa de Villasor (1680-1737) | Manuela de Alagón, VI marquesa de Villasor (1680-1737) | Manuela de Alagón, VI marquesa de Villasor (1680-1737) | Manuela de Alagón, VI marquesa de Villasor (1680-1737) |  |  |  |  |  |  |  |  |  |  |  |  |  |  |  |  |
| |                                                             |                                                             |                                                             |                                                             |                                                             |  |  |                                                            |                                                            |                                                            |                                                            |                                                            |                                                            |  |  | Pedro de Silva, VIII marqués de Santa Cruz (1703-1744)            |                                                        |                                                        |                                                        |                                                        |                                                        |  |  |  |  |  |  |  |  |  |  |  |  |  |  |  |  |
| |                                                             |                                                             |                                                             |                                                             |                                                             |  |  |                                                            |                                                            |                                                            |                                                            |                                                            |                                                            |  |  |                                                                   |                                                        |                                                        |                                                        |                                                        |                                                        |  |  |  |  |  |  |  |  |  |  |  |  |  |  |  |  |
| |                                                             |                                                             |                                                             |                                                             |                                                             |  |  |                                                            |                                                            |                                                            |                                                            |                                                            |                                                            |  |  | José Joaquín de Silva, IX marqués de Santa Cruz (1734-1802)       |                                                        |                                                        |                                                        |                                                        |                                                        |  |  |  |  |  |  |  |  |  |  |  |  |  |  |  |  |
| |                                                             |                                                             |                                                             |                                                             |                                                             |  |  |                                                            |                                                            |                                                            |                                                            |                                                            |                                                            |  |  |                                                                   |                                                        |                                                        |                                                        |                                                        |                                                        |  |  |  |  |  |  |  |  |  |  |  |  |  |  |  |  |
| |                                                             |                                                             |                                                             |                                                             |                                                             |  |  |                                                            |                                                            |                                                            |                                                            |                                                            |                                                            |  |  | José Gabriel de Silva, X marqués de Santa Cruz (1782-1839)        |                                                        |                                                        |                                                        |                                                        |                                                        |  |  |  |  |  |  |  |  |  |  |  |  |  |  |  |  |
| |                                                             |                                                             |                                                             |                                                             |                                                             |  |  |                                                            |                                                            |                                                            |                                                            |                                                            |                                                            |  |  |                                                                   |                                                        |                                                        |                                                        |                                                        |                                                        |  |  |  |  |  |  |  |  |  |  |  |  |  |  |  |  |
| |                                                             |                                                             |                                                             |                                                             |                                                             |  |  |                                                            |                                                            |                                                            |                                                            |                                                            |                                                            |  |  | Francisco de Borja de Silva, XI marqués de Santa Cruz (1815-1889) |                                                        |                                                        |                                                        |                                                        |                                                        |  |  |  |  |  |  |  |  |  |  |  |  |  |  |  |  |
| |                                                             |                                                             |                                                             |                                                             |                                                             |  |  |                                                            |                                                            |                                                            |                                                            |                                                            |                                                            |  |  |                                                                   |                                                        |                                                        |                                                        |                                                        |                                                        |  |  |  |  |  |  |  |  |  |  |  |  |  |  |  |  |
| |                                                             |                                                             |                                                             |                                                             |                                                             |  |  |                                                            |                                                            |                                                            |                                                            |                                                            |                                                            |  |  | Álvaro de Silva, XII marqués de Santa Cruz (1839-1894)            |                                                        |                                                        |                                                        |                                                        |                                                        |  |  |  |  |  |  |  |  |  |  |  |  |  |  |  |  |
| |                                                             |                                                             |                                                             |                                                             |                                                             |  |  |                                                            |                                                            |                                                            |                                                            |                                                            |                                                            |  |  |                                                                   |                                                        |                                                        |                                                        |                                                        |                                                        |  |  |  |  |  |  |  |  |  |  |  |  |  |  |  |  |
| |                                                             |                                                             |                                                             |                                                             |                                                             |  |  |                                                            |                                                            |                                                            |                                                            |                                                            |                                                            |  |  | Mariano de Silva, XIII marqués de Santa Cruz (1875-1940)          |                                                        |                                                        |                                                        |                                                        |                                                        |  |  |  |  |  |  |  |  |  |  |  |  |  |  |  |  |
| |                                                             |                                                             |                                                             |                                                             |                                                             |  |  |                                                            |                                                            |                                                            |                                                            |                                                            |                                                            |  |  |                                                                   |                                                        |                                                        |                                                        |                                                        |                                                        |  |  |  |  |  |  |  |  |  |  |  |  |  |  |  |  |
| |                                                             |                                                             |                                                             |                                                             |                                                             |  |  |                                                            |                                                            |                                                            |                                                            |                                                            |                                                            |  |  | Casilda de Silva, XIV marquesa de Santa Cruz (1914-2008)          |                                                        |                                                        |                                                        |                                                        |                                                        |  |  |  |  |  |  |  |  |  |  |  |  |  |  |  |  |
| |                                                             |                                                             |                                                             |                                                             |                                                             |  |  |                                                            |                                                            |                                                            |                                                            |                                                            |                                                            |  |  |                                                                   |                                                        |                                                        |                                                        |                                                        |                                                        |  |  |  |  |  |  |  |  |  |  |  |  |  |  |  |  |
| |                                                             |                                                             |                                                             |                                                             |                                                             |  |  |                                                            |                                                            |                                                            |                                                            |                                                            |                                                            |  |  | Álvaro Fernández-Villaverde, XV marqués de Santa Cruz (n. 1943)   |                                                        |                                                        |                                                        |                                                        |                                                        |  |  |  |  |  |  |  |  |  |  |  |  |  |  |  |  |
| |                                                             |                                                             |                                                             |                                                             |                                                             |  |  |                                                            |                                                            |                                                            |                                                            |                                                            |                                                            |  |  |                                                                   |                                                        |                                                        |                                                        |                                                        |                                                        |  |  |  |  |  |  |  |  |  |  |  |  |  |  |  |  |
| |                                                             |                                                             |                                                             |                                                             |                                                             |  |  |                                                            |                                                            |                                                            |                                                            |                                                            |                                                            |  |  | Álvaro Fernández-Villaverde y Bernaldo de Quirós (n. 1982)        |                                                        |                                                        |                                                        |                                                        |                                                        |  |  |  |  |  |  |  |  |  |  |  |  |  |  |  |  |